# (38218) 1999 NY13
1999 NY13 (asteroide 38218) é um asteroide da cintura principal. Possui uma excentricidade de 0.23750710 e uma inclinação de 6.72055º.
Este asteroide foi descoberto no dia 14 de julho de 1999 por LINEAR em Socorro.